# Denens
Denens ist eine politische Gemeinde im Distrikt Morges des Kantons Waadt in der Schweiz.

## Geographie
Denens liegt auf 504 m ü. M., 3 km westnordwestlich der Bezirkshauptstadt Morges (Luftlinie). Das ehemalige Bauerndorf erstreckt sich am Rand eines Plateaus zwischen den Tälern von Boiron de Morges und Morges, im Waadtländer Mittelland, an aussichtsreicher Lage rund 120 m über dem Seespiegel des Genfersees.
Die Fläche des 3,3 km² grossen Gemeindegebiets umfasst einen Abschnitt im Hinterland von Morges. Der Gemeindeboden erstreckt sich vom ebenen Gebiet westlich von Morges auf die ausgedehnte Hochfläche von Denens, auf der mit 518 m ü. M. der höchste Punkt der Gemeinde erreicht wird. Von der Gemeindefläche entfielen 1997 10 % auf Siedlungen, 2 % auf Wald und Gehölze und 88 % auf Landwirtschaft.
Zu Denens gehören zwei grössere Wohnquartiere westlich und östlich des alten Ortskerns sowie mehrere Einzelhöfe. Nachbargemeinden von Denens sind Vufflens-le-Château, Lully, Lussy-sur-Morges, Villars-sous-Yens, Yens und Hautemorges.

## Bevölkerung
Mit 743 Einwohnern (Stand 31. Dezember 2023) gehört Denens zu den kleineren Gemeinden des Kantons Waadt. Von den Bewohnern sind 88,6 % französischsprachig, 5,3 % deutschsprachig und 1,6 % englischsprachig (Stand 2000). Die Bevölkerungszahl von Denens belief sich 1850 auf 269 Einwohner, 1900 auf 225 Einwohner. Nachdem die Bevölkerung bis 1960 auf 189 Einwohner abgenommen hatte, wurde seither eine rasante Bevölkerungszunahme mit einer Verdreifachung der Einwohnerzahl innerhalb von 40 Jahren verzeichnet.

## Wirtschaft
Denens war bis in die zweite Hälfte des 20. Jahrhunderts ein vorwiegend durch die Landwirtschaft geprägtes Dorf. Noch heute haben der Ackerbau und der Obstbau eine wichtige Bedeutung in der Erwerbsstruktur der Bevölkerung. An den Südhängen unterhalb des Dorfes wird auf einer Fläche von rund 40 ha Weinbau betrieben. Weitere Arbeitsplätze sind im lokalen Kleingewerbe und im Dienstleistungssektor vorhanden. In den letzten Jahrzehnten hat sich das Dorf dank seiner attraktiven Lage zu einer Wohngemeinde entwickelt. Viele Erwerbstätige sind deshalb Wegpendler, die vor allem in Morges und Lausanne arbeiten.

## Verkehr
Die Gemeinde ist verkehrstechnisch gut erschlossen. Sie liegt an der Hauptstrasse Morges-Bière. Der Autobahnanschluss Morges-Ouest an der 1964 eröffneten A1 (Genf-Lausanne) ist rund 3 km von Denens entfernt. Durch den Postautokurs, der von Morges nach Lavigny verkehrt, ist Denens an das Netz des öffentlichen Verkehrs angebunden.

## Geschichte
Die erste urkundliche Erwähnung des Ortes erfolgte bereits im Jahr 1005 unter dem Namen Disnens. Nachdem 1164 erstmals der heutige Name überliefert ist, erschienen auch die Bezeichnungen Dignens (1220), Digneins (1228) und Dynens (1453). Der Ortsname geht auf den Personennamen Diso oder Disin zurück und bedeutet bei den Leuten des Diso.
Seit dem Mittelalter gehörte Denens zur Herrschaft Vufflens-le-Château. Um 1300 fiel es an Savoyen. Mit der Eroberung der Waadt durch Bern im Jahr 1536 kam das Dorf unter die Verwaltung der Vogtei Morges. Nach dem Zusammenbruch des Ancien Régime gehörte Denens von 1798 bis 1803 während der Helvetik zum Kanton Léman, der anschliessend mit der Inkraftsetzung der Mediationsverfassung im Kanton Waadt aufging. 1798 wurde es dem Bezirk Morges zugeteilt.

## Sehenswürdigkeiten
Die Pfarrkirche Saint-Lazare in Denens wird 1177 erstmals genannt. Sie gehörte den Chorherren des Grossen Sankt Bernhards. Der heutige Bau stammt zu grossen Teilen aus dem 15. Jahrhundert. Die unter Ludwig von Savoyen im 14. Jahrhundert erbaute Burg wurde im 17. Jahrhundert in ein Schloss umgewandelt; vom mittelalterlichen Bau sind Teile der Wehranlage erhalten. Im Ortskern befinden sich einige Bauernhäuser aus dem 18. und 19. Jahrhundert.